# 다이쿄쿠쇼기

다이쿄쿠쇼기의 말의 초기 배치

다이쿄쿠쇼기(大局将棋、たいきょくしょうぎ)는 옛 쇼기의 하나이다. 알려진 쇼기에서는 말의 수와 판의 크기가 최대인 것이다.

## 개요
아군·적군 각각 402개(합계 804개)의 말을 사용하는 최대 규모의 보드 게임이다.
타이쇼기(혼쇼기·주쇼기·다이쇼기·다이다이쇼기·마카다이다이쇼기를 포함)·덴지쿠다이쇼기·와쇼기로부터 거의 대부분의 말을 도입했기에 이들보다는 시대가 늦다고 추정된다. 이들의 쇼기에 포함돼있는 말 이외에도 다수의 말이 추가돼있고, 이 안의 몇 개는 외의 현재 전해지지 않은 변종으로부터 도입된 것이라고 추정된다. 또, 타이쇼기까지의 대형 변형 쇼기는 말 이름에 불교·신토·민간 신앙의 영향이 보였으나, 다이쿄쿠쇼기에서는 그러한 종교적 요소는 옅어졌다.

## 역사

### 발견과 배경
1990년대에 간사이 쇼기 회관(関西将棋会館) 내의 쇼기 박물관에서 미정리 자료 중에서 발견된 오하시가(大橋家)의 고문헌 『다이쿄쿠쇼기 말』(大局将棋駒)에 기재돼있고, 에도 시대에 고안됐다고 추정된다. 『다이쿄쿠쇼기 말(大局将棋駒)』을 포함한 '오하시가 문서'는 간사이 쇼기 회관 내의 쇼기 박물관의 폐관 후 한때는 오사카 상업대학 어뮤즈먼트 산업 연구소(大阪商業大学アミューズメント産業研究所)로의 이관도 검토됐으나 최종적으로는 오하시가의 혈연자에게 반환됐다. 『다이쿄쿠쇼기 말』(大局将棋駒)에 적힌 규칙의 내용은 유희사 연구자인 우메바야시 이사오(梅林勲)에 의해 해석됐다. 다이쿄쿠쇼기에 대해 상술된 첫 문헌은 『세계의 쇼기』(世界の将棋)(쇼기텐고쿠샤(将棋天国社), 1997년)이고, 해당 문헌에는 우메바야시의 해석에 따른 말의 움직임이 기록돼있다.(후술 '#규칙' 절의 기술은 해당 문헌의 개정판을 기반으로 하고 있다)
『다이쿄쿠쇼기 말』의 내용은 말의 명칭과 배치 그림에 말의 움직임이 점으로 기록돼있을 뿐이고, 상세한 규칙이나 제작 경위 등은 남아있지 않다. 또, 기보도 현존하고 있지 않고, 당시 판과 말이 작성됐다는 증거도 없기에 실제로 두어졌는가는 불명이다.
쇼기 연구자인 고사쿠 노보루(古作登)는 에도 시대 당시의 쇼기 본가 오하시가와 바둑 본가 혼인보가의 사이에서 세력 다툼이 있었다는 것을 지적하며 오하시가가 '그때까지 최대였던 타이쇼기를 능가한 스케일의 쇼기를 만드는 것으로 인정돼 가문의 격을 높이려고 했다'라고 분석해 제작 시기를 18세기 후반으로 추정하고 있다. 또, 고사쿠는 '대국에는 장시간을 필요로 하기에 게임으로의 재미가 부족한 것', '다이쿄쿠쇼기에 대해 해설한 문서가 외에 발견되지 않은 것'으로부터 어디까지나 장관한 말의 배치의 쇼기를 창작해 권위를 보이기 위해 만들어진 것이고, 실제로 두어진 것은 아닐 것이라고 한다.
후술할 TV 방송 『트리비아의 샘』(トリビアの泉) 등의 미디어에서 소개되기까지 다이쿄쿠쇼기는 거의 알려져있지 않았다. 예를 들면 1991년의 일본 영화 『장군』(王手)(아카이 히데카즈(赤井英和) 주연, 사카모토 준지 감독)의 종반에서는 와카야마 도미사부로가 연기하는 전 진검사(真剣師, 내기 장기나 내기 바둑으로 생계를 유지하는 사람)가 마련한 대국에서 사용된 타이쇼기(작중에서의 명칭은 헤이안다이쇼기)가 세계 최대의 쇼기 및 보드 게임으로 소개됐다.

### 판과 말
전술한 대로 고안된 당시에 판과 말이 작성됐다는 증거는 없다. 2012년의 시점에는 복원된 말이 적어도 두 묶음 뿐이었다. 2024년 현재는 적어도 한 묶음이 오사카 상업대학에, 한 묶음이 아오모리현 오이라세정의 오야마 쇼기 기념관(大山将棋記念館)에 소장돼있다.

### 대국 예시
2004년 5월 19일 방송의 후지 TV계 『트리비아의 샘』에서 '쇼기에는 804개의 말을 사용하는 것이 있다'라는 여담으로 소개돼, 방송에서는 이토 히로후미(伊藤博文) 6단과 안요지 다카노리(安用寺孝功) 4단(단위는 당시의 단위)에 의한 대국이 행해졌다. 말의 움직이는 방법을 표시한 규칙서를 보면서 두었고, 몇 차례의 휴식 휴면을 하면서 대국 시간 32시간 41분(총 3일간)의 끝에 3805수에 선수 안요지가 승리했다. 대국 후, 안요지는 '더이상은 하고 싶지 않다', 이토는 '져서 분하지는 않다'라고 이야기했다. 이것이 사상 첫 다이쿄쿠쇼기의 공식 대국으로 여겨지고, 이 방송 이후, 다이쿄쿠쇼기의 존재가 알려지게 되었다.

## 규칙
이 절의 내용은 특별한 기록이 없는 한 우메바야시(梅林)·오카노(岡野)(2000)를 출전으로 한다.

### 기본 규칙
- 가로 세로 36칸씩 나눠진 쇼기판 위에서 한다.
- 자신 시점에서 앞의 11단을 자신의 진영, 반대로 상대편 시점에서 앞의 11단을 적진으로 한다.
- 경기자 쌍방이 교대로 판 위에 있는 자신의 말을 움직인다. 말은 버리는 것으로 즉, 혼쇼기와는 다르게 가지는 말이라는 개념이 없다.(얻은 적의 말을 사용하는 것을 할 수 없다)
- 말은 209종류이고,[b] 각각 움직임이 정해져있다.
- 왕장, 구반 (규한), 구반 (규반), 천구, 봉사, 인사, 대장, 구행, 붕사, 중사, 사응, 분취, 대사, 대기 이외는 적진에 들어가면 '승격'한다.
- 자신의 말을 움직였을 때, 움직인 곳에 상대의 말이 있으면 그 말을 잡을 수 있다.
- 승격은 이동이 완전하게 종료한 뒤이다.(2보 이동 가능한 말에 관해서는 2보째를 이동한 뒤)
- 왕장을 잡혀도 태자가 남아있다면 패배로 되지 않는다. 태자에는 처음부터 존재하는 태자와 취상의 승격으로의 태자가 있고, 최대 3개의 왕이 존재할 수 있다.
- 최후의 한 개의 왕장 혹은 태자를 외통수로 만든 쪽이 승리한다.
- 대장, 부장, 각장, 비장, 맹룡, 비악(飛鰐, 비장의 승격)은 각각 특정 방향으로 자신보다도 격이 낮은 말이라면 몇 개라도 뛰어넘어 그 뛰어넘은 말의 아군 말을 포함해 전부를 얻는 것이 가능하다. 말의 격은 다음 순서와 같다.
  1. 왕장, 태자
  2. 대장
  3. 부장
  4. 각장, 비장, 맹룡, 비악
  5. 그 외의 말

### 초기 배치도
초기 배치는 이하와 같다. 더욱이 위쪽부터 12단에 있는 말은 후수 말, 아래쪽부터 12단에 있는 말은 선수 말이다.
| 향차(香車) | 백호(白虎) | 주토(走兎) | 경예(鯨鯢)  | 화귀(火鬼) | 산취(山鷲) | 천구(天狗) | 수조(獣曹) | 주마(走馬) | 분귀(奔鬼) | 지룡(地龍) | 구반(鳩槃)  | 분맥(奔獏)  | 분왕(奔王) | 후기(後旗) | 우장(右将) | 금장(金将) | 태자(太子) | 왕장(玉将) | 금장       | 좌장(左将) | 후기       | 분왕       | 분맥       | 구반(鳩盤) | 지룡       | 분귀       | 주마 | 수조(獣曹) | 천구       | 산취       | 화귀 | 경예 | 주토 | 현무(玄武) | 향차       |
| 반차(反車) | 향상(香象) | 산구(山鳩) | 비연(飛燕)  | 금리(禽吏) | 우룡(雨龍) | 삼귀(森鬼) | 산록(山鹿) | 주구(走狗) | 주사(走蛇) | 횡사(横蛇) | 대구(大鳩)  | 주호(走虎)  | 주웅(走熊) | 야인(夜刄) | 금강(金剛) | 은장(銀将) | 취상(醉象) | 근왕(近王) | 은장       | 역사(力士) | 나찰(羅刹) | 주웅       | 주호       | 대구       | 횡사       | 주사       | 주구 | 산록       | 삼귀       | 우룡       | 금사 | 비연 | 산구 | 백상(白象) | 반차       |
| 금차(金車) | 횡룡(横龍) | 주록(走鹿) | 주랑(走狼)  | 각장(角将) | 비장(飛将) | 우호(右虎) | 우룡(右龍) | 수리(獣吏) | 풍룡(風龍) | 분구(奔狗) | 행조(行鳥)  | 고치(古鵄)  | 공작(孔雀) | 수룡(水龍) | 화룡(火龍) | 동장(銅将) | 봉사(鳳師) | 인사(麟師) | 동장       | 화룡       | 수룡       | 공작       | 고치       | 행조       | 분구       | 풍룡       | 수리 | 좌룡(左龍) | 좌호(左虎) | 비장       | 각장 | 주랑 | 주록 | 횡룡       | 금차       |
| 은차(銀車) | 수웅(竪熊) | 계마(桂馬) | 돈장(豚将)  | 계장(鶏将) | 구장(狗将) | 마장(馬将) | 우장(牛将) | 중기(中旗) | 횡저(横猪) | 은토(銀兎) | 금록(金鹿)  | 사자(獅子)  | 금조(禽曹) | 대록(大鹿) | 맹룡(猛龍) | 임귀(林鬼) | 부장(副将) | 대장(大将) | 임귀       | 맹룡(猛龍) | 대록       | 금조(禽曹) | 사자       | 금록       | 은토       | 횡저       | 중기 | 우장(牛将) | 마장       | 구장       | 계장 | 돈장 | 계마 | 수웅       | 은차       |
| 석차(石車) | 운취(雲鷲) | 각행(角行) | 비차(飛車)  | 횡랑(横狼) | 비묘(飛猫) | 산응(山鷹) | 수호(竪虎) | 병사(兵士) | 소기(小旗) | 운룡(雲龍) | 동차(銅車)  | 주차(走車)  | 양병(羊兵) | 맹우(猛牛) | 대룡(大龍) | 금시(金翅) | 무명(無明) | 제바(提婆) | 금시       | 대룡       | 맹우       | 양병       | 주차       | 동차       | 운룡       | 소기       | 병사 | 수호       | 산응       | 비묘       | 횡랑 | 비차 | 각행 | 운취       | 석차       |
| 목차(木車) | 백구(白駒) | 기견(𠵇犬) | 횡행(横行)  | 용록(踊鹿) | 수우(水牛) | 맹표(猛豹) | 맹취(猛鷲) | 비룡(飛龍) | 독사(毒蛇) | 안비(鳫飛) | 조행(烏行)  | 맹견(盲犬)  | 수장(水将) | 화장(火将) | 봉황(鳳凰) | 구행(鉤行) | 소귀(小亀) | 대귀(大亀) | 마해(摩𩹄) | 기린(麒麟) | 화장       | 수장       | 맹견       | 조행       | 안비       | 독사       | 비룡 | 맹취       | 맹표       | 수우       | 용록 | 횡행 | 기견 | 백구       | 목차       |
| 와차(瓦車) | 수랑(竪狼) | 횡우(横牛) | 여마(驢馬)  | 마린(馬麟) | 맹웅(猛熊) | 진저(嗔猪) | 악랑(悪狼) | 풍마(風馬) | 계비(鶏飛) | 고원(古猿) | 회계(淮鶏)  | 북적(北狄)  | 남만(南蛮) | 맹록(猛鹿) | 맹랑(猛狼) | 은호(隠狐) | 중사(中師) | 붕사(鵬師) | 은호       | 맹랑       | 맹록       | 동이(東夷) | 서융(西戎) | 회계       | 고원       | 계비       | 풍마 | 악랑       | 진저       | 맹웅(猛熊) | 마린 | 여마 | 횡우 | 수랑       | 와차       |
| 토차(土車) | 주작(朱雀) | 변리(変狸) | 기병(騎兵)  | 치행(鴟行) | 등원(登猿) | 묘인(猫刄) | 연우(燕羽) | 맹원(盲猿) | 맹호(盲虎) | 우차(牛車) | 횡비(横飛)  | 맹웅(盲熊)  | 노서(老鼠) | 방행(方行) | 반사(蟠蛇) | 와룡(臥龍) | 분취(奔鷲) | 사응(獅鷹) | 와룡       | 반사       | 방행       | 노서       | 맹웅(盲熊) | 횡비       | 우차(牛車) | 맹호(盲虎) | 맹원 | 연우       | 묘인       | 등원       | 치행 | 기병 | 변리 | 청룡(青龍) | 토차       |
| 차병(車兵) | 횡병(横兵) | 수병(竪兵) | 풍장(風将)  | 천장(川将) | 산장(山将) | 전기(前旗) | 마병(馬兵) | 목장(木将) | 우병(牛兵) | 토장(土将) | 저병(猪兵)  | 석장(石将)  | 표병(豹兵) | 와장(瓦将) | 웅병(熊兵) | 철장(鉄将) | 대기(大旗) | 대사(大師) | 철장       | 웅병       | 와장       | 표병       | 석장       | 저병       | 토장       | 우병       | 목장 | 마병       | 전기       | 산장       | 천장 | 풍장 | 수병 | 횡병       | 차병       |
| 우차(右車) | 횡원(横猿) | 수행(竪行) | 비우(飛牛)  | 노병(弩兵) | 수구(竪狗) | 수마(竪馬) | 포병(炮兵) | 용마(龍馬) | 용왕(龍王) | 도병(刀兵) | 각응(角鷹)  | 비취(飛鷲)  | 창병(鎗兵) | 수표(竪豹) | 맹호(猛虎) | 궁병(弓兵) | 후견(吼犬) | 박견(狛犬) | 궁병       | 맹호(猛虎) | 수표       | 창병       | 비취       | 각응       | 도병       | 용왕       | 용마 | 포병       | 수마       | 수구       | 노병 | 비우 | 수행 | 횡원       | 좌차(左車) |
| 보병(歩兵) | 보병       | 보병       | 보병        | 보병       | 보병       | 보병       | 보병       | 보병       | 보병       | 보병       | 보병        | 보병        | 보병       | 보병       | 보병       | 보병       | 보병       | 보병       | 보병       | 보병       | 보병       | 보병       | 보병       | 보병       | 보병       | 보병       | 보병 | 보병       | 보병       | 보병       | 보병 | 보병 | 보병 | 보병       | 보병       |
|            |            |            |             |            | 견(犬)     |            |            |            |            | 중인(仲人) |             |             |            | 견         |            |            |            |            |            |            | 견         |            |            |            | 중인       |            |      |            |            | 견         |      |      |      |            |            |
|            |            |            |             |            |            |            |            |            |            |            |             |             |            |            |            |            |            |            |            |            |            |            |            |            |            |            |      |            |            |            |      |      |      |            |            |
|            |            |            |             |            |            |            |            |            |            |            |             |             |            |            |            |            |            |            |            |            |            |            |            |            |            |            |      |            |            |            |      |      |      |            |            |
|            |            |            |             |            |            |            |            |            |            |            |             |             |            |            |            |            |            |            |            |            |            |            |            |            |            |            |      |            |            |            |      |      |      |            |            |
|            |            |            |             |            |            |            |            |            |            |            |             |             |            |            |            |            |            |            |            |            |            |            |            |            |            |            |      |            |            |            |      |      |      |            |            |
|            |            |            |             |            |            |            |            |            |            |            |             |             |            |            |            |            |            |            |            |            |            |            |            |            |            |            |      |            |            |            |      |      |      |            |            |
|            |            |            |             |            |            |            |            |            |            |            |             |             |            |            |            |            |            |            |            |            |            |            |            |            |            |            |      |            |            |            |      |      |      |            |            |
|            |            |            |             |            |            |            |            |            |            |            |             |             |            |            |            |            |            |            |            |            |            |            |            |            |            |            |      |            |            |            |      |      |      |            |            |
|            |            |            |             |            |            |            |            |            |            |            |             |             |            |            |            |            |            |            |            |            |            |            |            |            |            |            |      |            |            |            |      |      |      |            |            |
|            |            |            |             |            |            |            |            |            |            |            |             |             |            |            |            |            |            |            |            |            |            |            |            |            |            |            |      |            |            |            |      |      |      |            |            |
|            |            |            |             |            |            |            |            |            |            |            |             |             |            |            |            |            |            |            |            |            |            |            |            |            |            |            |      |            |            |            |      |      |      |            |            |
|            |            |            |             |            |            |            |            |            |            |            |             |             |            |            |            |            |            |            |            |            |            |            |            |            |            |            |      |            |            |            |      |      |      |            |            |
|            |            |            |             |            |            |            |            |            |            |            |             |             |            |            |            |            |            |            |            |            |            |            |            |            |            |            |      |            |            |            |      |      |      |            |            |
|            |            |            |             |            | 견         |            |            |            |            | 중인       |             |             |            | 견         |            |            |            |            |            |            | 견         |            |            |            | 중인       |            |      |            |            | 견         |      |      |      |            |            |
| 보병       | 보병       | 보병       | 보병        | 보병       | 보병       | 보병       | 보병       | 보병       | 보병       | 보병       | 보병        | 보병        | 보병       | 보병       | 보병       | 보병       | 보병       | 보병       | 보병       | 보병       | 보병       | 보병       | 보병       | 보병       | 보병       | 보병       | 보병 | 보병       | 보병       | 보병       | 보병 | 보병 | 보병 | 보병       | 보병       |
| 좌차       | 횡원       | 수행       | 비우 (쇼기) | 노병       | 수구       | 수마       | 포병       | 용마       | 용왕       | 도병       | 각응        | 비취        | 창병       | 수표       | 맹호(猛虎) | 궁병       | 박견       | 후견       | 궁병       | 맹호(猛虎) | 수표       | 창병       | 비취       | 각응       | 도병       | 용왕       | 용마 | 포병       | 수마       | 수구       | 노병 | 비우 | 수행 | 횡원       | 우차(右車) |
| 차병       | 횡병       | 수병       | 풍장        | 천장       | 산장       | 전기       | 마병       | 목장       | 우병       | 토장       | 저병        | 석장        | 표병       | 와장       | 웅병       | 철장       | 대사       | 대기       | 철장       | 웅병       | 와장       | 표병       | 석장       | 저병       | 토장       | 우병       | 목장 | 마병       | 전기       | 산장       | 천장 | 풍장 | 수병 | 횡병       | 차병       |
| 토차       | 청룡       | 변리       | 기병        | 치행       | 등원       | 묘인       | 연우       | 맹원       | 맹호(盲虎) | 우차(牛車) | 횡비        | 맹웅(盲熊)] | 노서       | 방행       | 반사       | 와룡       | 사응       | 분취       | 와룡       | 반사       | 방행       | 노서       | 맹웅(盲熊) | 횡비       | 우차(牛車) | 맹호(盲虎) | 맹원 | 연우       | 묘인       | 등원       | 치행 | 기병 | 변리 | 주작       | 토차       |
| 와차       | 수랑       | 횡우       | 여마        | 마린       | 맹웅(猛熊) | 진저       | 악랑       | 풍마       | 계비       | 고원       | 회계        | 서융        | 동이       | 맹록       | 맹랑       | 은호       | 붕사       | 중사       | 은호       | 맹랑       | 맹록       | 남만       | 북적       | 회계       | 고원       | 계비       | 풍마 | 악랑       | 진저       | 맹웅(猛熊) | 마린 | 여마 | 횡우 | 수랑       | 와차       |
| 목차       | 백구       | 기견       | 횡행        | 용록       | 수우       | 맹표       | 맹취       | 비룡       | 독사       | 안비       | 조행        | 맹견        | 수장       | 화장       | 기린       | 마해       | 대귀       | 소귀       | 구행       | 봉황       | 화장       | 수장       | 조행       | 안비       | 독사       | 비룡       | 맹취 | 맹표       | 수우       | 용록       | 횡행 | 기견 | 백구 | 목차       |            |
| 석차       | 운취       | 각행       | 비차        | 횡랑       | 비묘       | 산응       | 수호       | 병사       | 소기       | 운룡       | 동차        | 주차        | 양병       | 맹우       | 대룡       | 금시       | 제바       | 무명       | 금시       | 대룡       | 맹우       | 양병       | 주차       | 동차       | 운룡       | 소기       | 병사 | 수호       | 산응       | 비묘       | 횡랑 | 비차 | 각행 | 운취       | 석차       |
| 은차       | 수웅       | 계마       | 돈장        | 계장       | 구장       | 마장       | 우장(牛将) | 중기       | 횡저       | 은토       | 금록        | 사자        | 금조(禽曹) | 대록       | 맹룡       | 임귀       | 대장       | 부장       | 임귀       | 맹룡       | 대록       | 금조(禽曹) | 사자       | 금록       | 은토       | 횡저       | 중기 | 우장(牛将) | 마장       | 구장       | 계장 | 돈장 | 계마 | 수웅       | 은차       |
| 금차       | 횡룡       | 주록       | 주랑        | 각장       | 비장       | 좌호       | 좌룡       | 수리       | 풍룡       | 분구       | 행조        | 고치        | 공작       | 수룡       | 화룡       | 동장       | 인사       | 봉사       | 동장       | 화룡       | 수룡       | 공작       | 고치       | 행조       | 분구       | 풍룡       | 수리 | 우룡       | 우호       | 비장       | 각장 | 주랑 | 주록 | 횡룡       | 금차       |
| 반차       | 백상       | 산구       | 비연        | 금리       | 우룡       | 삼귀       | 산록       | 주구       | 주사       | 횡사       | 대구 (쇼기) | 주호        | 주웅       | 나찰       | 역사       | 은장       | 근왕       | 취상       | 은장       | 금강       | 야차(夜叉) | 주웅       | 주호       | 대구       | 횡사       | 주사       | 주구 | 산록       | 삼귀       | 우룡       | 금리 | 비연 | 산구 | 향상       | 반차       |
| 향차       | 현무       | 주토       | 경예        | 화귀       | 산취       | 천구       | 수조(獣曹) | 주마       | 분귀       | 지룡       | 구반(鳩盤)  | 분맥        | 분왕       | 후기       | 좌장       | 금장       | 옥장       | 태자       | 금장       | 우장(右将) | 후기       | 분왕       | 분맥       | 구반(鳩槃) | 지룡       | 분귀       | 주마 | 수조(獣曹) | 천구       | 산취       | 화귀 | 경예 | 주토 | 백호       | 향차       |

### 주해
1. ↑  NHK BS 프리미엄에서 2018년 2월 23일에 방송된 『아름다움의 항아리』(美の壺]) file 438 '쇼기'(将棋)의 내용에서는 오사카 상업대학의 것인지는 불명이지만, 본래 말 장인의 아호가 들어간 말의 바닥 부분에 번호가 할당돼있는 것으로 다이쿄쿠쇼기를 복원시킨 판과 말이 나온 뒤에 오사카 상업대학 어뮤즈먼트 산업 연구소 주임 연구원이 다이쿄쿠쇼기의 설명을 하였다.
2. ↑  말의 표면의 이름은 207종류이나, 기견은 승격이 다른 2종류가 있고, 산취는 초기 배치의 위치에서 움직임이 다른 2종류가 있기에 말의 기능으로는 209종류로 된다. 더욱이 산취에 대해서는 말의 외견은 완전히 같은 모습이므로 물체로의 말은 208종류이다.(2종의 기견은 표면의 문자가 다르므로 물리적으로도 다른 말)

### 출전
1. 1 2 3 4 5 6 7  고사쿠 노보루(古作登) (2017년 6월 30일). “'다이쿄쿠쇼기' 고안의 배경과 창작 과정에 관한 고찰-각종 대형 쇼기와의 비교와 '덴지쿠다이쇼기'의 영향, 어째서 804개의 초대형 쇼기가 만들어졌는가-(「大局将棋」考案の背景と創作過程に関する考察 ―各種大型将棋との比較と 「天竺大将棋」の影響, なぜ 804 枚の超大型将棋が作られたのか―)”. 《오사카 상업대학 어뮤즈먼트 산업 연구소 기요(大阪商業大学アミューズメント産業研究所紀要)》 (19): 13-25. ISSN 1881-1949. NAID 120006468680.
2. ↑  마스카와 고이치 2021, 2쪽.
3. ↑  “회상기·그 10, 다이쿄쿠쇼기 말, 만남과 제작-구마자와 료손의 쇼기 말 삼매(回想記・その１０、大局将棋駒、出会いと制作 - 熊澤良尊の将棋駒三昧)”. 2022년 1월 29일에 원본 문서에서 보존된 문서.
4. ↑  다이쿄쿠쇼기의 말이 300만으로 매물로 나왔습니다(大局将棋の駒が３００万で売りに出てます)
5. ↑  “연구소의 소개(研究所の紹介)”. 오사카 상업대학. 2014년 2월 3일에 원본 문서에서 보존된 문서.
6. ↑  Haruka Kamiura (2024년 6월 13일). “거대한 쇼기판⇒'돈장?', '공작, 천구도 있다' 프로 기사도 한 대국에 3일 걸리는 쇼기에 '어떻게 해!?' 아오모리현 오이라세정에 있는 오야마 쇼기 기념관 '다이쿄쿠쇼기'.(巨大な将棋盤⇒「豚将?」「孔雀、天狗もある」プロ棋士も一局に3日かかる将棋に「どうやってやるの!?」 青森県おいらせ町にある大山将棋記念館「大局将棋（たいきょくしょうぎ）」。)”. 《허프포스트 일본판》. BuzzFeed Japan 주식회사.
7. ↑  “'트리비아의 샘'에서 이토 6단·안요지 4단이 출연(「トリビアの泉」に伊藤六段・安用寺四段が出演)”. 공익사단법인 일본쇼기연맹 간사이 본부(公益社団法人日本将棋連盟関西本部). 2012년 4월 4일에 원본 문서에서 보존된 문서. 2024년 10월 19일에 확인함.
8. 1 2 3  후지 TV 트리비아 보급 위원회(フジテレビトリビア普及委員会) (2004). 《트리비아의 샘 ~헤에의 책~ 9(トリビアの泉〜へぇの本〜 9)》. 고단샤.
9. 1 2  우메바야시 이사오(梅林勲)·오카노 신(岡野伸) 공저 『개정판 세계의 쇼기·고대부터 현대까지』(改訂版 世界の将棋・古代から現代まで)(쇼기텐고쿠샤(将棋天国社), 2000년)

### 참고 문헌
- 마스카와 고이치(増川宏一) (2021년 7월 5일), 《＜오하시가 문서＞의 연구(＜大橋家文書＞の研究)》, 호세이 대학 출판국(法政大学出版局), ISBN 9784588300530

## 관련 문서
- 무한 체스 - 무한하게 넓어지는 체스판에서 행해지는 체스.